# سوروین چاولا
سوروین چاولا (به انگلیسی: Surveen Chawla) (زاده ۱ اوت ۱۹۸۴) بازیگر، مدل هندی است.
از فیلم‌هایی که وی در آن نقش داشته‌است می‌توان به داستان نفرت ۲ و پارچد اشاره کرد.